# Ensambladura
A ensambladura, sambladura, samblagem ou ainda por vezes referida como entalhe, é a área da carpintaria que envolve a união de peças de madeira de forma a produzir objectos mais complexos. Alguns tipos de ensambladura recorrem apenas a métodos de encaixe, enquanto outras recorrem a métodos mecânicos de fixação, como cavilhas ou tornos, ou adesivos químicos. As propriedades físicas do encaixe – resistência, flexibilidade, durabilidade, etc. – dependem em grande parte das propriedades dos materiais e das forma como são usados na união, pelo que se usam várias técnicas consoante os requisitos, embora uma série de conceitos sejam comuns a várias delas.

## Lista de ensambladuras

### Ensambladuras tradicionais em madeira
- Cauda de andorinha
- Caixa e espiga: uma saliência (a espiga) encaixa firmemente num orifício cortado à sua medida (a caixa). É o método mais comum para unir elementos apainelados em portas, janelas e armários.
- Malhete
- Mão de amigo